# ناحیه مونرو (شهرستان گلاستر، نیوجرسی)
ناحیه مونرو (به انگلیسی: Monroe Township) یک ناحیه (Township) در ایالات متحده آمریکا است که در شهرستان گلاستر، نیوجرسی واقع شده‌است. ناحیه مونرو ۱۲۱٫۵۳۹ کیلومتر مربع مساحت و ۳۶٬۱۲۹ نفر جمعیت دارد و ۳۶٫۸۸ متر بالاتر از سطح دریا واقع شده‌است.